# Barbués
Barbués ist eine Gemeinde in der Provinz Huesca in der Autonomen Gemeinschaft Aragonien in Spanien. Sie liegt in der Comarca Monegros in den Llanos de la Violada am Río Isuela südlich von Huesca.

## Geschichte
Barbués besaß schon in maurischer Zeit eine (erhaltene) Burg, die später Sancho Ramirez zinspflichtig war.

## Bevölkerung
Wie in vielen Gemeinden der Provinz Huesca hat eine substantielle Bevölkerungsabnahme stattgefunden (1900 noch 463 Einwohner).
| 1991 | 1996 | 2001 | 2004 |
| ---- | ---- | ---- | ---- |
| 128  | 121  | 121  | 108  |

## Sehenswürdigkeiten

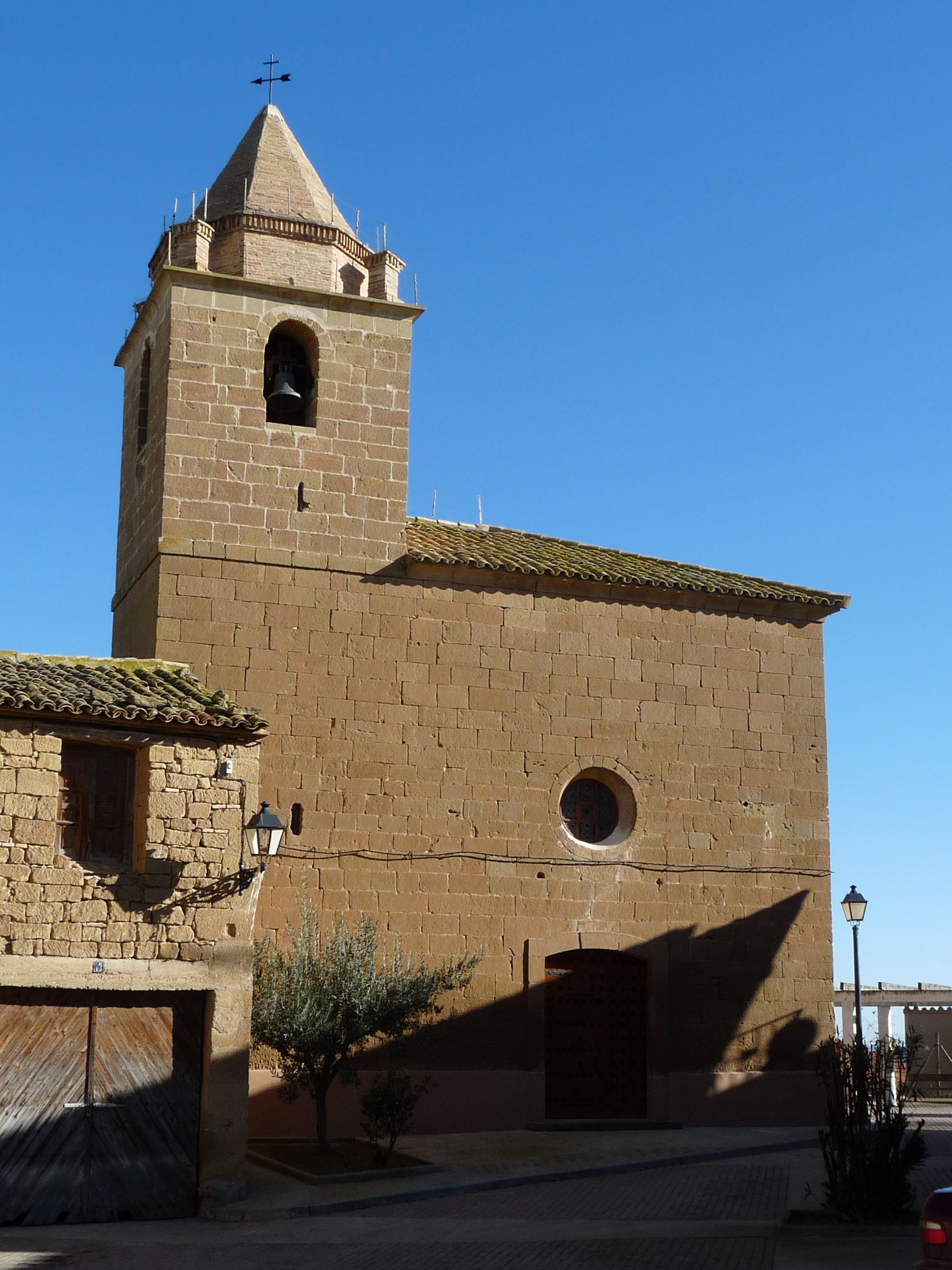
Kirche

- Die Burg aus maurischer Zeit mit fünfeckigem Grundriss und einem Innenhof.
- Die barocke einschiffige Pfarrkirche mit Seitenkapellen.